# Leisure Suit Larry
Leisure Suit Larry – seria gier przygodowych, których autorem jest Al Lowe, a wydawcą firma Sierra On-Line. Głównym bohaterem serii jest Larry Laffer – około 40-letni, łysiejący nieudacznik, który większą część swego życia spędza na zwykle nieskutecznym uwodzeniu kobiet. Seria gier podsycona jest erotyzmem oraz humorem sytuacyjno-tekstowym. W dwóch ostatnich częściach gry głównym bohaterem jest Larry Lovage, bratanek słynnego Larry’ego Laffera.

## Gry z serii
- 1987 – Larry 1: W krainie próżności (w 1991 ukazał się remake z poprawioną grafiką i interfejsem graficznym. Drugi remake pojawił się w roku 2013.)
- 1988 – Larry 2: W poszukiwaniu miłości
- 1989 – Larry 3: Pasjonująca Patti w poszukiwaniu pulsujących piersi
- 1992 – Larry 5: Fala miłości
- 1993 – Larry 6: Z impetem w głąb! (rok później gra została wydana na CD)
- 1996 – Larry 7: Miłość na fali!
- 2004 – Leisure Suit Larry: Magna Cum Laude
- 2009 – Leisure Suit Larry: Box Office Bust
- 2013 – Leisure Suit Larry: Reloaded

- 2018 – Leisure Suit Larry: Wet Dreams Don’t Dry

- 2020 - Leisure Suit Larry: Wet Dreams Dry Twice

Nigdy nie ukazała się gra oznaczona numerem „4”, zatytułowana żartobliwie Larry 4: The Case of the Missing Floppies.